# Alexis Gobet
Alexis Gobet (* 12. Oktober 1943, heimatberechtigt in Villariaz) ist ein Schweizer Politiker (CVP).
Gobet begann seine politische Karriere im Grossen Rat des Kantons Freiburg und war im Jahr 1987 dessen Präsident. Zum 25. November 1991 wurde er in den Nationalrat gewählt und schied nach einer Legislaturperiode zum 3. Dezember 1995 wieder aus dem Amt aus.
Gobet ist Verwaltungsratspräsident der Cremo AG.